# Färöarnas damlandslag i fotboll

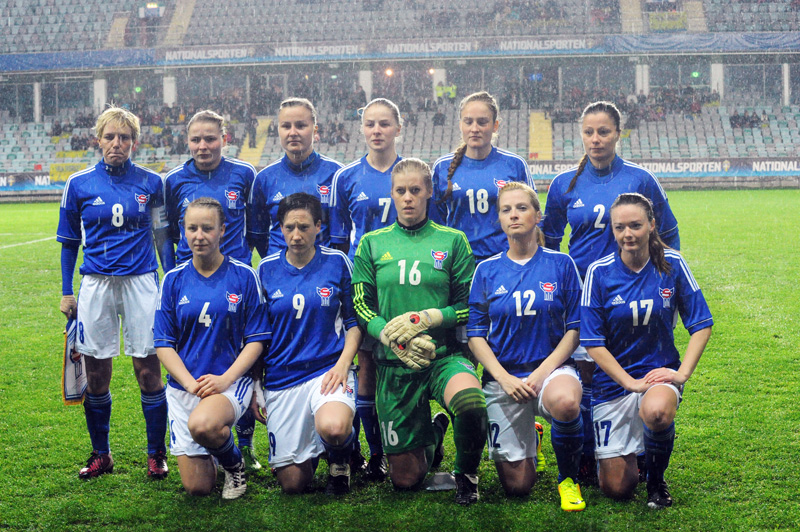
Färöarnas damlandslag 2013.

Färöarnas damlandslag i fotboll representerar Färöarna i fotboll på damsidan. Man spelade sin första match när man den 24 september 1995 föll med 0–2 mot Irland i Toftir. Färöarna deltog i Algarve Cup 2010, där man slutade på en åttonde och sista plats.

## Laguppställning
| Nr | Pos. | Namn                            | Födelsedatum (ålder) | Matcher | Mål |          | Klubb                |  |
| -- | ---- | ------------------------------- | -------------------- | ------- | --- | -------- | -------------------- |  |
| 1  | MV   | Monika Biskopstø                | 29 december 1994     | 2       | 0   | Danmark  | AaB                  |  |
| 12 | MV   | Anna Hansen                     | 20 augusti 1998      | 7       | 0   | Färöarna | EB/Streymur/Skála    |  |
|    |      |                                 |                      |         |     |          |                      |  |
| 2  | F    | Birita Nielsen                  | 7 september 1999     | 2       | 1   | Färöarna | B68 Toftir           |  |
| 17 | F    | Elisabet Vang                   | 24 april 1998        | 4       | 0   | Färöarna | B36 Tórshavn         |  |
| 18 | F    | Katrina Akursmørk               | 21 oktober 1996      | 1       | 0   | Färöarna | KÍ Klaksvík          |  |
| 19 | F    | Sarita Maria Mittfoss           | 4 september 1999     | 2       | 0   | Färöarna | B36 Tórshavn         |  |
|    |      |                                 |                      |         |     |          |                      |  |
| 3  | MF   | Birna Tummasardóttir Johannesen | 4 januari 1994       | 8       | 0   | Färöarna | EB/Streymur/Skála    |  |
| 4  | MF   | Lív Arge                        | 20 mars 1997         | 18      | 2   | Färöarna | HB Tórshavn          |  |
| 14 | MF   | Anna Sofía Sevdal               | 20 december 1993     | 29      | 0   | Färöarna | EB/Streymur/Skála    |  |
| 8  | MF   | Eyðvør Klakstein                | 5 september 1995     | 22      | 4   | Spanien  | Mislata              |  |
| 10 | MF   | Olga Kristina Hansen            | 28 februari 1990     | 43      | 5   | Danmark  | Østerbro IF          |  |
| 7  | MF   | Ásla Johannesen                 | 9 maj 1996           | 8       | 1   | Färöarna | B36 Tórshavn         |  |
| 11 | MF   | Sigrun Kristiansen              | 23 juli 1989         | 15      | 0   | Färöarna | EB/Streymur/Skála ÍF |  |
| 15 | MF   | Jonvá Hentze                    | 11 februari 1998     | 7       | 0   | Färöarna | HB Tórshavn          |  |
| 13 | MF   | Maria Thomsen                   | 7 maj 1995           | 9       | 1   | Färöarna | KÍ Klaksvík          |  |
|    | MF   | Bjørg Djurhuus                  | 6 mars 1999          | 0       | 0   | Färöarna | ÍF/Víkingur          |  |
|    |      |                                 |                      |         |     |          |                      |  |
| 5  | A    | Súsanna Maria Hansen            | 2 augusti 1982       | 6       | 0   | Färöarna | B36 Tórshavn         |  |
| 16 | A    | Milja Simonsen                  | 11 januari 1997      | 14      | 4   | Färöarna | HB Tórshavn          |  |
| 9  | A    | Rannvá Andreasen                | 10 november 1980     | 48      | 26  | Färöarna | KÍ Klasvík           |  |
| 6  | A    | Heidi Sevdal                    | 6 mars 1989          | 42      | 19  | Färöarna | HB                   |  |